# Sierockie
Sierockie ist ein Dorf der Gemeinde Biały Dunajec im Powiat Tatrzański der Woiwodschaft Kleinpolen in Polen in der Region Podhale. Das Dorf liegt im Gebirgszug Pogórze Gubałowskie etwa sieben Kilometer nördlich von Zakopane und fünfzehn Kilometer südlich von Nowy Targ.

## Sehenswürdigkeiten
Der Ortsname lässt sich als Waisendorf übersetzen. Der Ort ist das zweithöchstgelegene Dorf in Polen nach Ząb.

## Tourismus
Es geht in Sierockie ruhiger zu als in den benachbarten Skiorten Zakopane oder Bukowina Tatrzańska. Die touristische Infrastruktur wird ausgebaut. 

### Wintersport
Im Ort gibt es mehrere kleinere Liftanlagen.

## Galerie

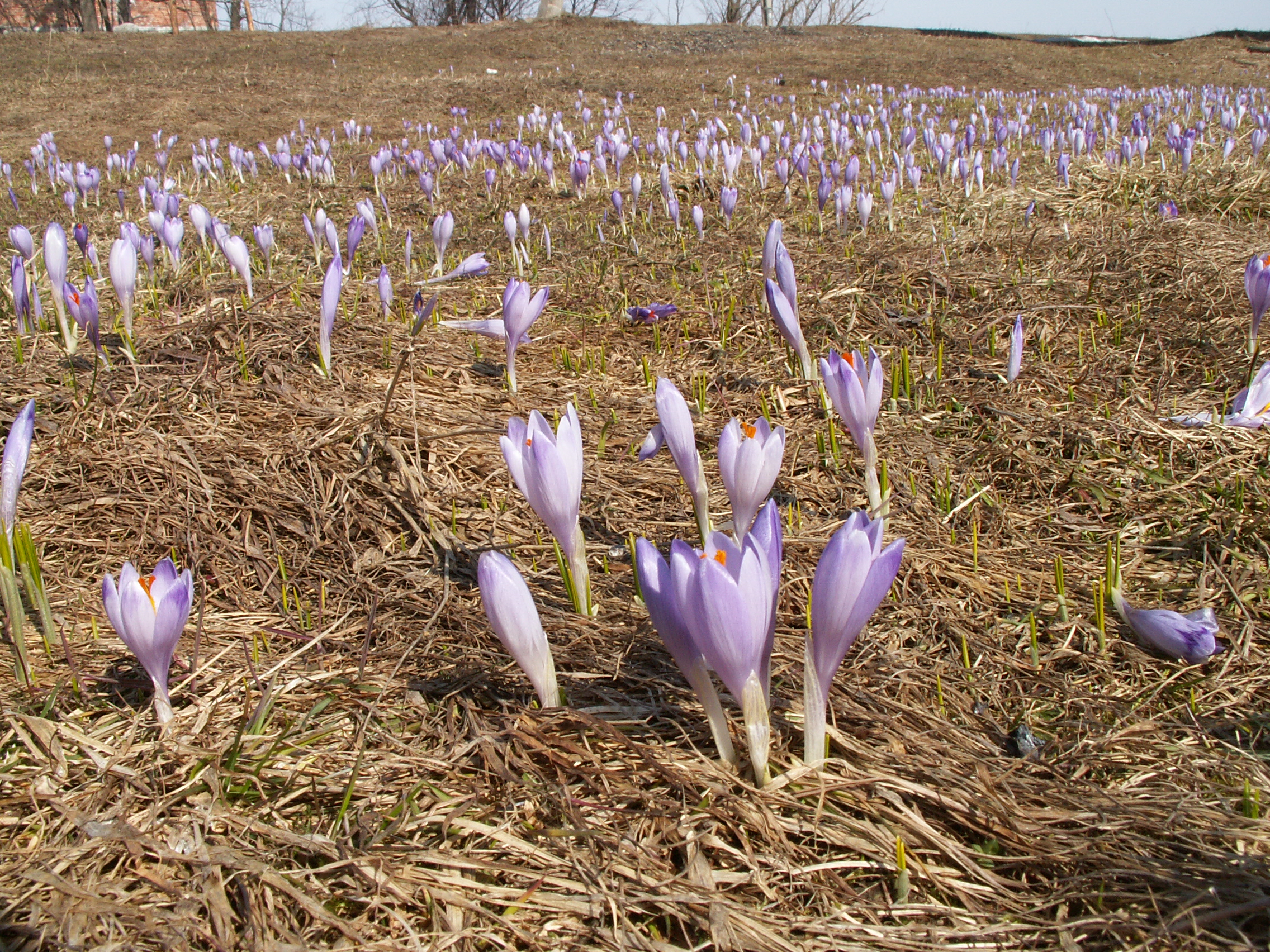
Krokusen
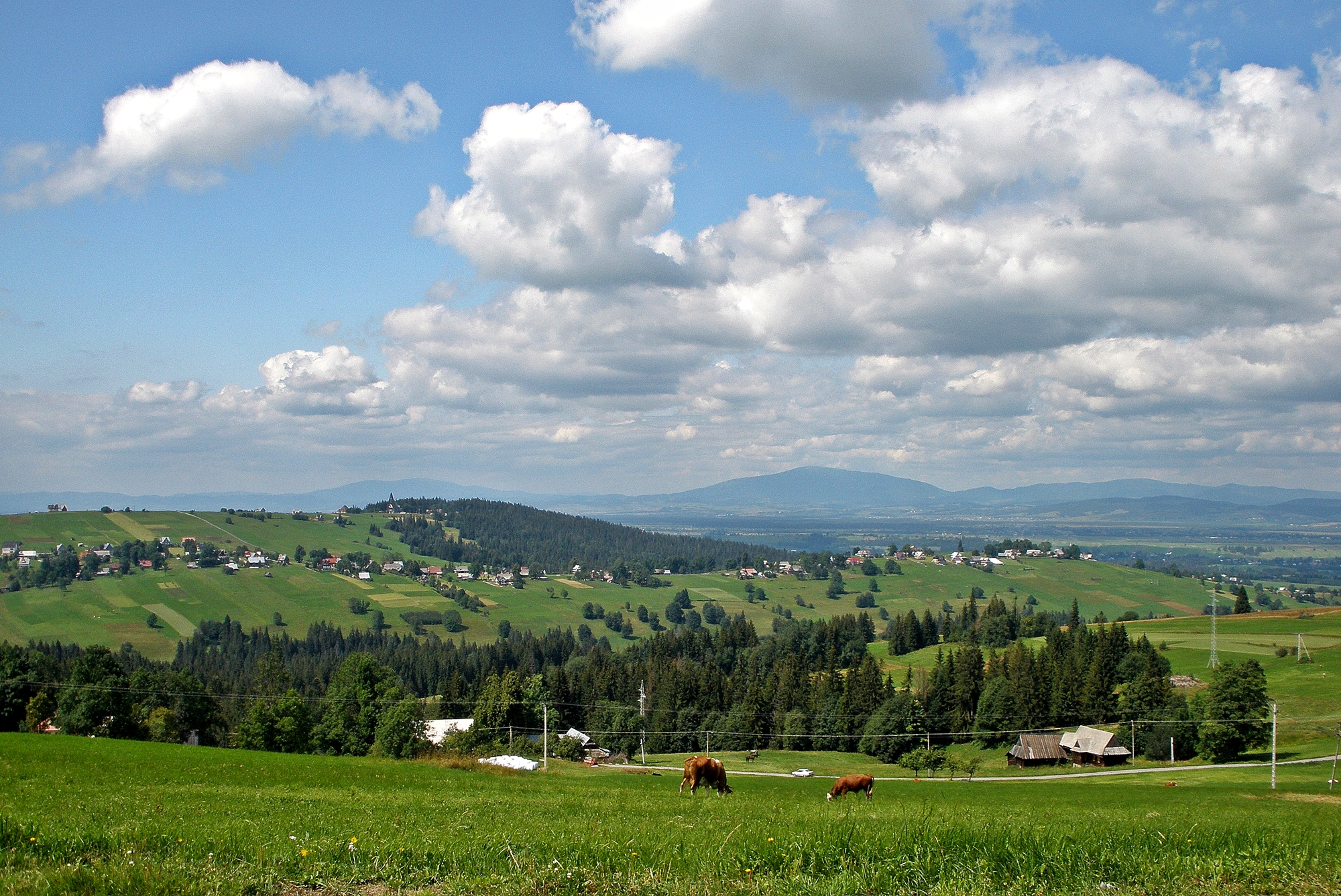
Blick auf Babia Góra
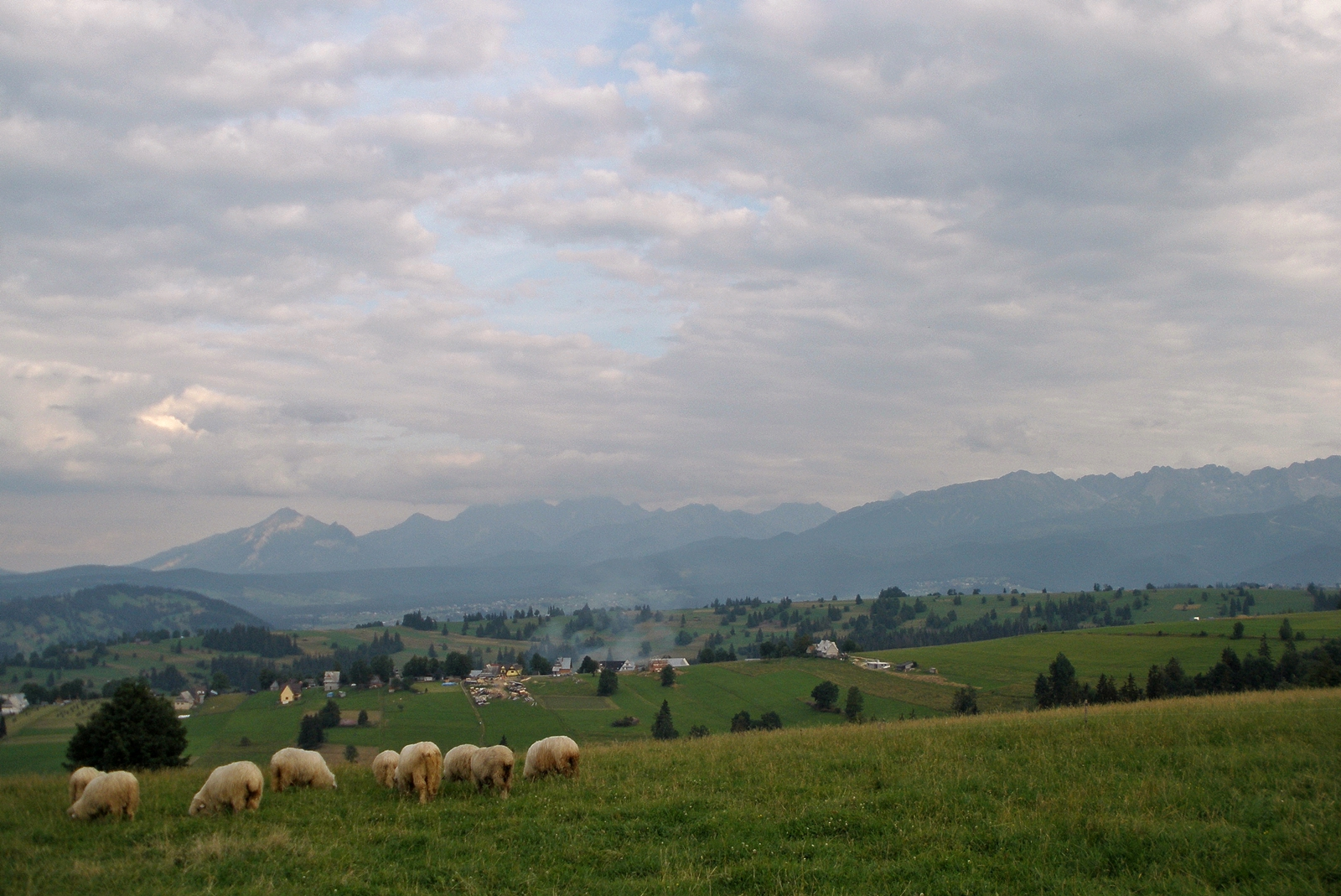
Almwirtschaft
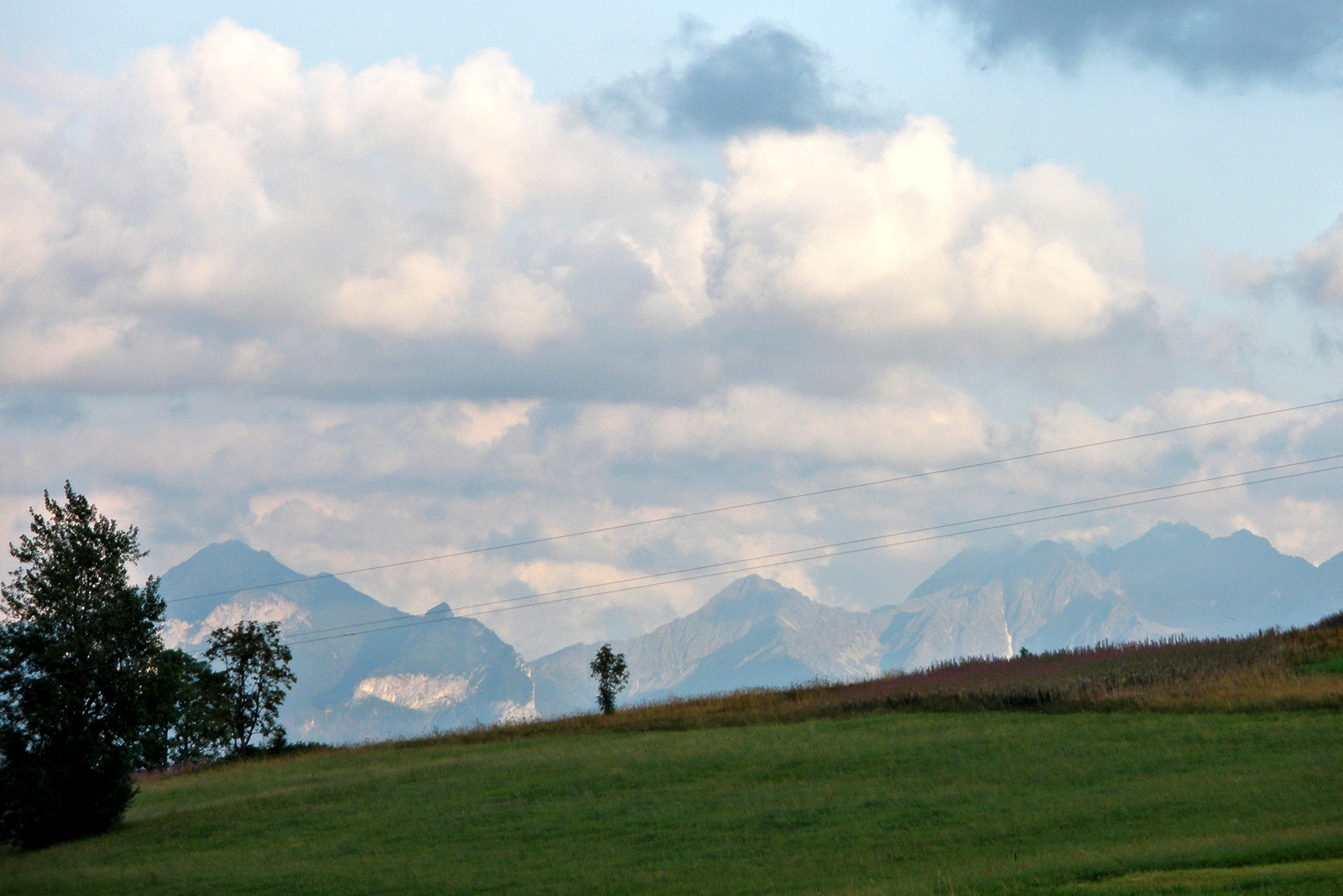
Blick auf Tatra